# 코치 (버스)

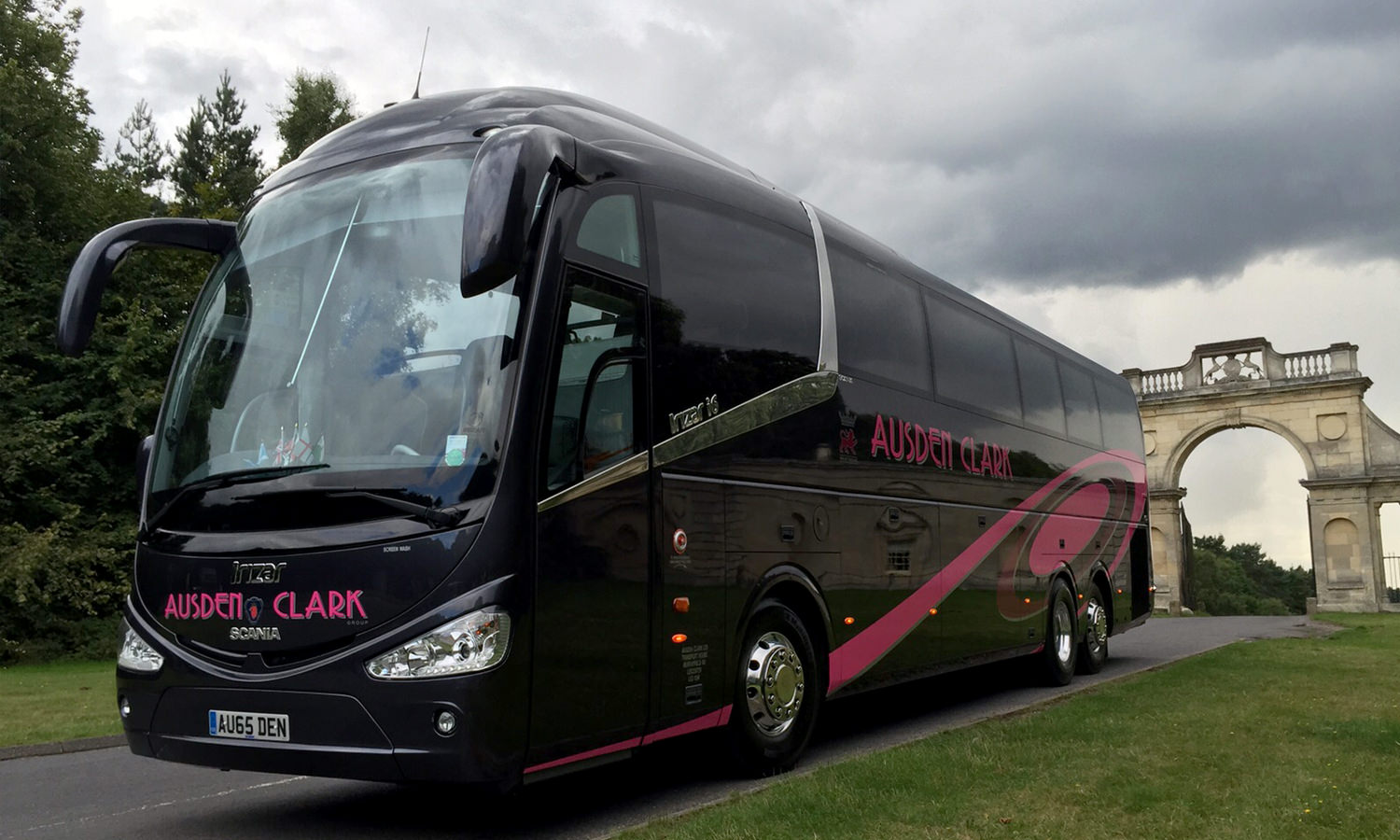
오스덴 클라크 임원용 스카니아 이리사르 i6 코치, 검은색과 분홍색 도장

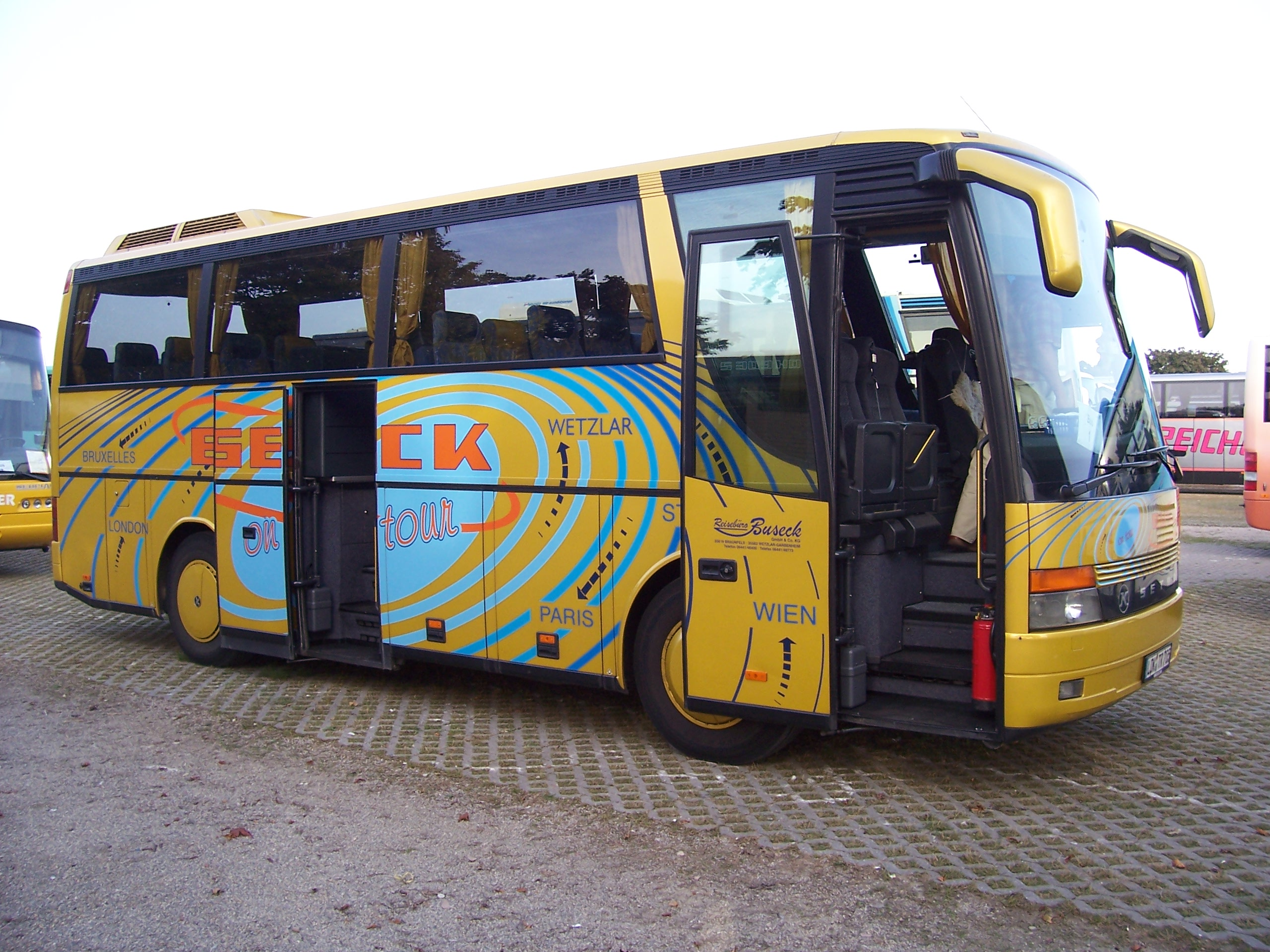
세트라 중형 코치

코치(coach) 또는 모터코치(motorcoach) 또는 코치 버스(coach bus)는 장거리 운행을 위해 제작된 버스의 한 종류로, 단일 대도시 지역 내의 단거리 운행에 주로 사용되는 시내버스와는 대조적이다. 주로 관광, 시외버스, 국제 버스 서비스에 사용되며, 코치는 다양한 목적의 전세 버스로도 사용된다.
이름은 승객, 짐, 우편물을 운반하던 마차와 역마차에서 유래했으며, 현대의 모터코치는 거의 항상 승객 칸 아래에 별도의 짐칸이 있는 고상버스이다. 시내버스와 달리 모터코치는 일반적으로 앞을 향한 좌석을 특징으로 하며, 서서 갈 수 있는 공간은 없다. 다른 편의 시설로는 기내 화장실, 텔레비전, 머리 위 짐칸 등이 있다.
이러한 유형의 버스에 사용되는 이름은 국가마다 다르다. 미국에서는 공식적으로 모터코치 ("짐칸 위에 승객용 갑판이 높게 설계된 버스")로 지정되며, 코치 버스라고도 불린다. 영국, 유럽, 오스트레일리아 및 기타 여러 국가에서는 코치라고 불린다. 일본에서는 고속버스라고 불리며, 공항 서비스를 운영하는 버스는 에어포트 리무진 또는 리무진 버스라고 불린다.

## 역사

### 배경

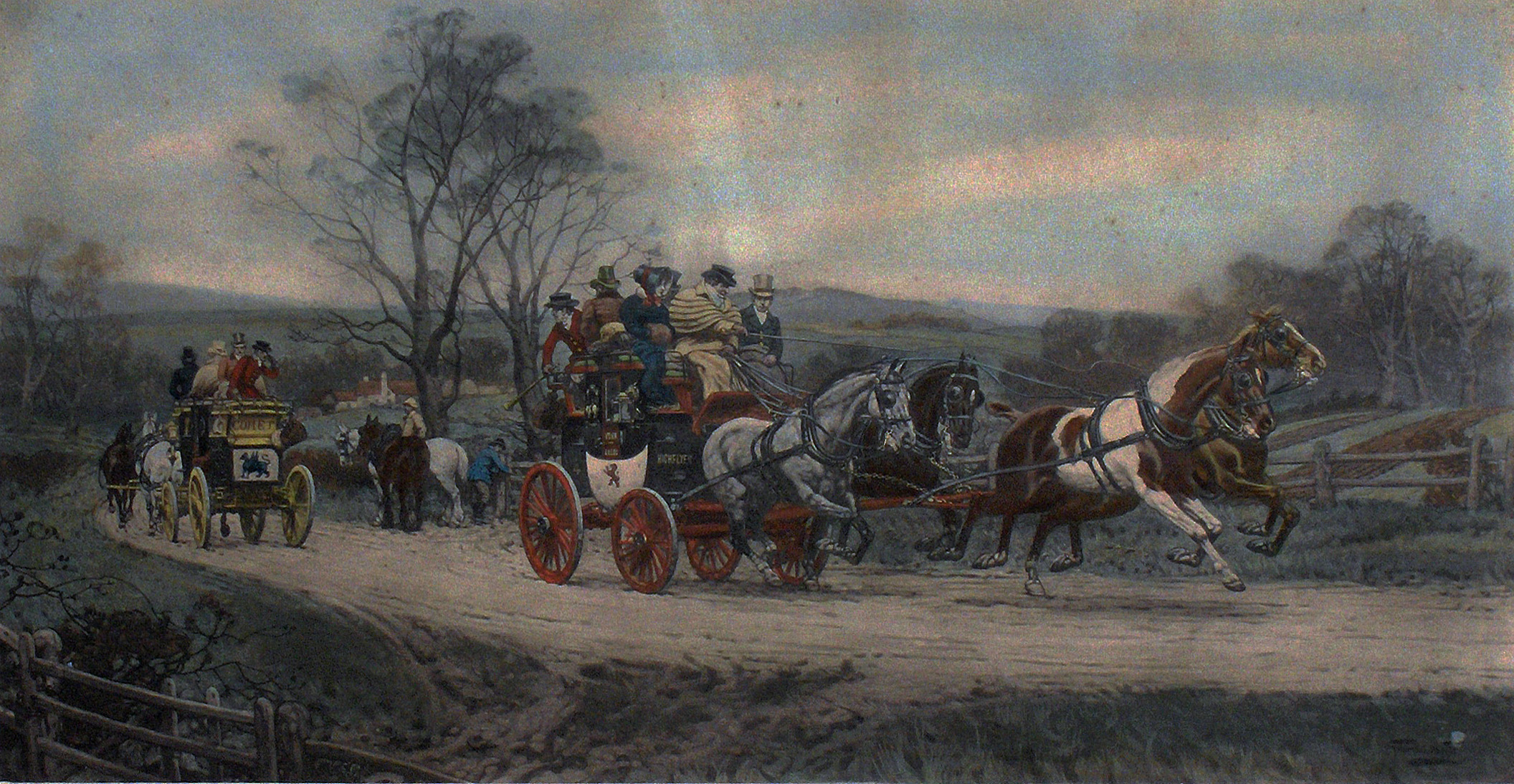
초기 말 훈련 코치

말이 끄는 전차 (고대 무기)와 마차 (운송 수단) ("코치")는 기원전 3000년경부터 도로가 충분히 정비된 곳에서 부유하고 강력한 사람들이 사용했다. 헝가리에서는 15세기 마차시 1세 국왕 통치 기간 동안 코치 (헝가리)의 수레 제작자들이 강철 스프링 서스펜션이 있는 말이 끄는 차량을 만들기 시작했다. 헝가리인들이 "코치 수레"(kocsi szekér)라고 부른 이 차량은 곧 유럽 전역에서 인기를 얻었다. 1650년 로마 시대 이후 유럽에서 처음으로 말이 끄는 우편 마차를 고용한 제국 우편 서비스는 코치 마을에서 시작되었으며, 이 우편 마차의 사용으로 "코치"라는 용어가 생겨났다. 말이 끄는 역마차는 영국에서 1500년경부터 도시 간 운송에 사용되었으며, 철도 시대의 도래로 대체되었다.
초기 동력 차량 중 하나는 20세기 초까지 단거리 여행과 소풍에 사용되었던 샤라방이었다. 최초의 "모터코치"는 20세기 초 마차 운송업체들이 구입했으며 로얄 블루 코치 서비스와 같은 업체는 1913년에 첫 샤라방을 구입했고 1926년에는 72대의 코치를 운영했다.

## 특징

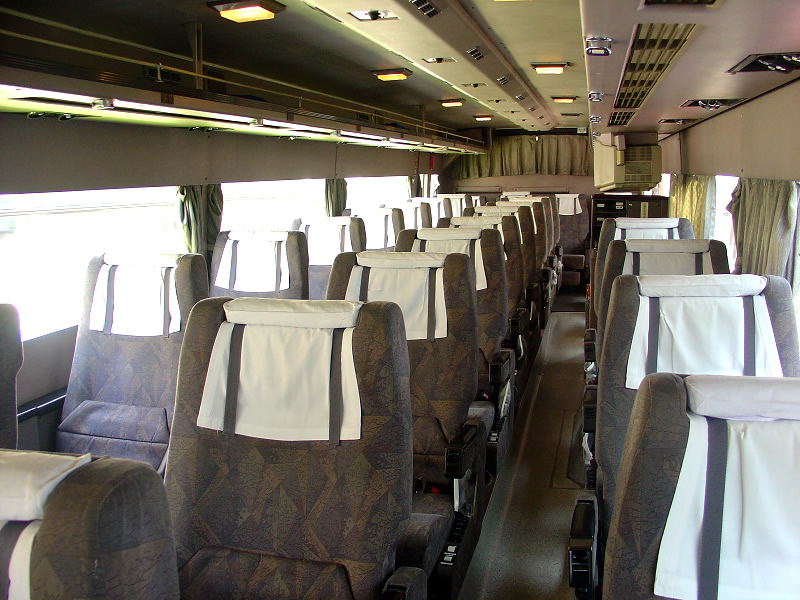
코치 내부는 단거리 이동용 버스에는 없는 많은 특징을 포함한다.

코치는 승객이 장거리 여행을 위해 상당한 시간 동안 탑승하거나, 대여자가 단거리 여행에서도 높은 수준의 편안함을 원할 때를 위해 편안함에 중점을 두고 설계된다.
품질은 상당히 다양할 수 있다. 일부 고사양 코치는 고급 좌석과 다과를 제공하는 반면, 다른 코치는 등받이 조절이 불가능한 높은 등받이 좌석과 바닥 아래 짐칸과 같은 필수품만 갖추고 있을 수 있다. 코치는 일반적으로 단 하나의 좁은 문을 가지고 있지만, 일부는 두 개의 문을 가질 수 있는데, 이는 더 빠른 승객 승하차 시간과 2-4개의 추가 좌석 확보 사이의 절충안이 될 수 있다.
좌석은 일반적으로 중앙 통로를 기준으로 양쪽에 2개씩 배치되거나, 프리미엄 코치의 경우 통로 한쪽에 2개, 다른 한쪽에 1개씩 배치될 수 있다 (예: 대한민국 시외/고속버스의 "우등" 및 "프리미엄" 등급). 또는 고급 코치에서는 통로 양쪽에 1개씩 배치되기도 한다. 다른 좌석 배치는 특정 목적(예: 일본의 일부 야간 버스는 2개의 좁은 통로가 있는 3개의 단일 좌석을 가짐)을 위해 제작된 코치에서 발견될 수 있다.
일부 특징은 다음과 같다.
- 공기조화는 거의 모든 현대 코치에 설치되어 있다.
- 편안한 높은 등받이 의자 - 직물/직조물 또는 인조피혁 (일부 고급 코치에서는 피혁도 사용)으로 덮여 있으며, 등받이 조절이 가능하고 접이식 테이블 및 음료수 거치대, 팔걸이가 포함될 수 있다.
- 휴대용 가방 보관을 위한 좌석 위 짐칸.
- 차량 외부에서 접근 가능한, 주요 바닥 아래(또는 때로는 후방)에 위치한 짐칸.
- 개인 독서등과 좌석 위 조절식 공기조화 배출구.
- 화학식 화장실이 설치된 기내 공중화장실, 세면대 및 비누 또는 손 소독제.
- 일부 코치에서는 승객에게 영화를 포함한 기내 엔터테인먼트가 제공될 수 있다.
- 승무원 또는 자동 판매기를 통해 제공되는 기내 다과 서비스.
- 휠체어 접근성. 이는 일반적으로 휠체어 리프트를 사용하여 제공되지만, 일부 코치는 부분적(또는 전체) 2층 구조로 휠체어와 선택적으로 소수의 일반 좌석을 아래층에 수용할 수 있으며, 휴대용 또는 접이식 경사로를 통해 접근할 수 있고, 아래층의 나머지는 일반적으로 짐 보관 및 화장실로 사용된다.[16]
- 커튼 또는 블라인드는 야간 서비스나 강한 햇빛을 차단하는 데 유용하다.
- 기내 콘센트, USB 충전 포트 및 와이파이 접근.
- 안전을 위한 안전벨트.

## 제조
코치는 버스와 마찬가지로 통합 제조사에서 완벽하게 제작되거나, 엔진, 바퀴 및 기본 프레임으로만 구성된 별도의 차대가 차체를 추가하기 위해 코치워크 공장으로 배송될 수 있다. 일부 코치는 차대 프레임 없이 모노코크 차체로 제작된다. 통합 제조사(대부분 차대도 공급함)로는 오토산, 스카니아, 후소, 알렉산더 데니스 등이 있다. 주요 코치워크 공급사(일부 자체 차대를 제작할 수 있음)로는 반호르, 네오플란, 마르코폴로, 이리사르, 모터 코치 인더스트리, 프레보스트 카, 볼보버스, 오스트레일리아의 데닝 매뉴팩처링 및 뉴질랜드의 디자인라인 등이 있다.

## 규제
1958년 유형 인증 조약을 따르는 일부 유럽 국가에서는 코치(즉, M2 또는 M3 유형 차량) 유형 인증이 UNECE의 규정 번호 107에 의해 규제된다. 미국에서는 모터코치 상업 운전자가 연방 자동차 운송 안전 관리국(FMCSA)의 규제를 받는다.
버스 및 코치 운전자는 상업용 운전면허증 (자동차 운전에 필요한 면허보다 높은 등급)이 필요하다. 많은 주/국가에서는 버스/코치 운전자가 유료 승객을 운송하기 위해 추가 인증을 취득할 것을 요구한다. 예를 들어 영국과 유럽 연합은 운전자 전문 역량 증명서 (Driver CPC)를 요구한다.
운전자와 모든 승객을 위한 안전벨트는 이제 많은 국가에서 법적으로 요구된다. 예를 들어 영국이 그렇다. 참조: 국가별 안전벨트법 개요.

## 이미지 갤러리

### 현대 코치
전 세계에서 현재 (또는 최근에) 사용되고 있는 대표적인 차량들.

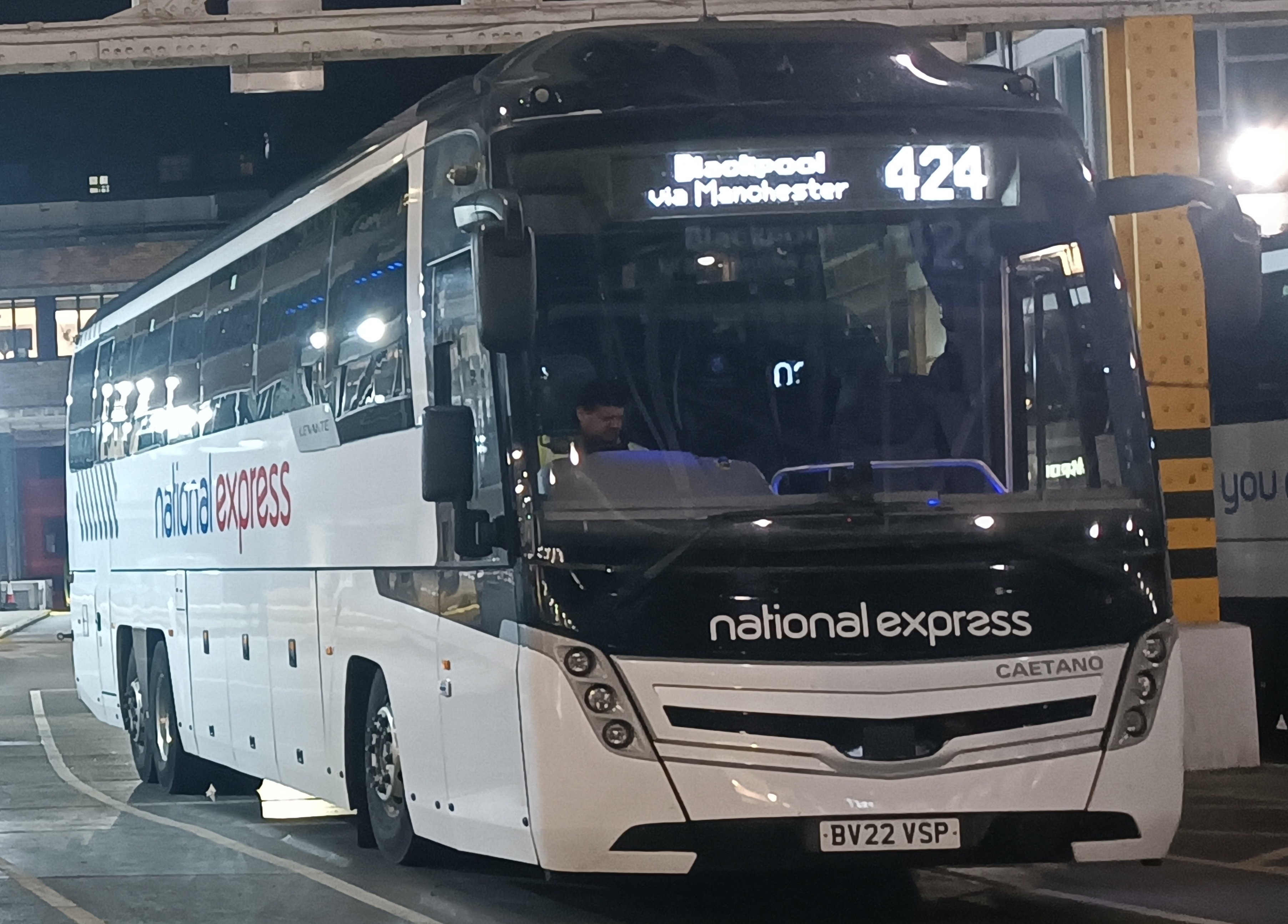
내셔널 익스프레스가 운영하는 카이타누 레반테 3 차체 스카니아 K410EB6
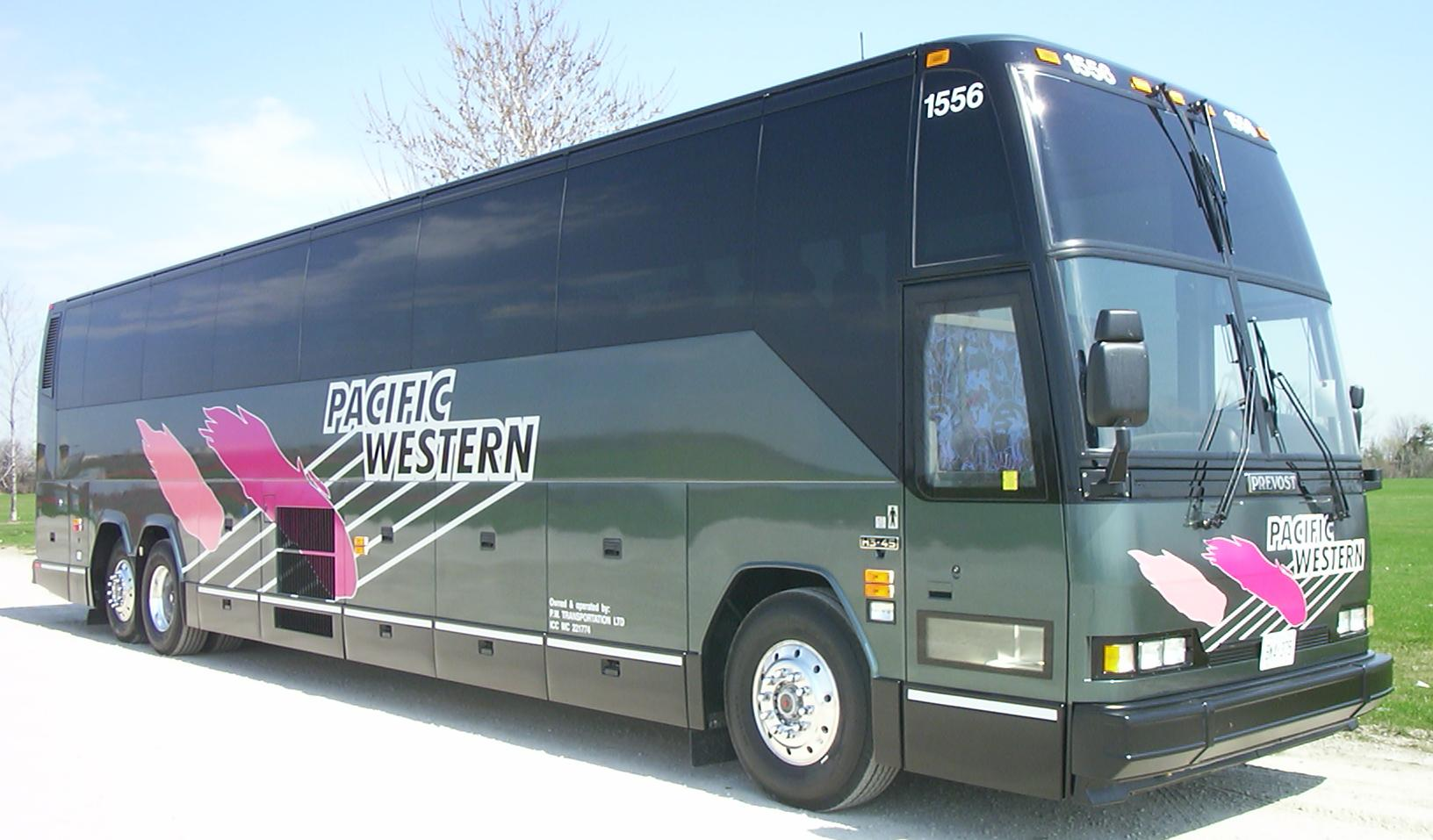
캐나다의 56인승 프레보스트 코치
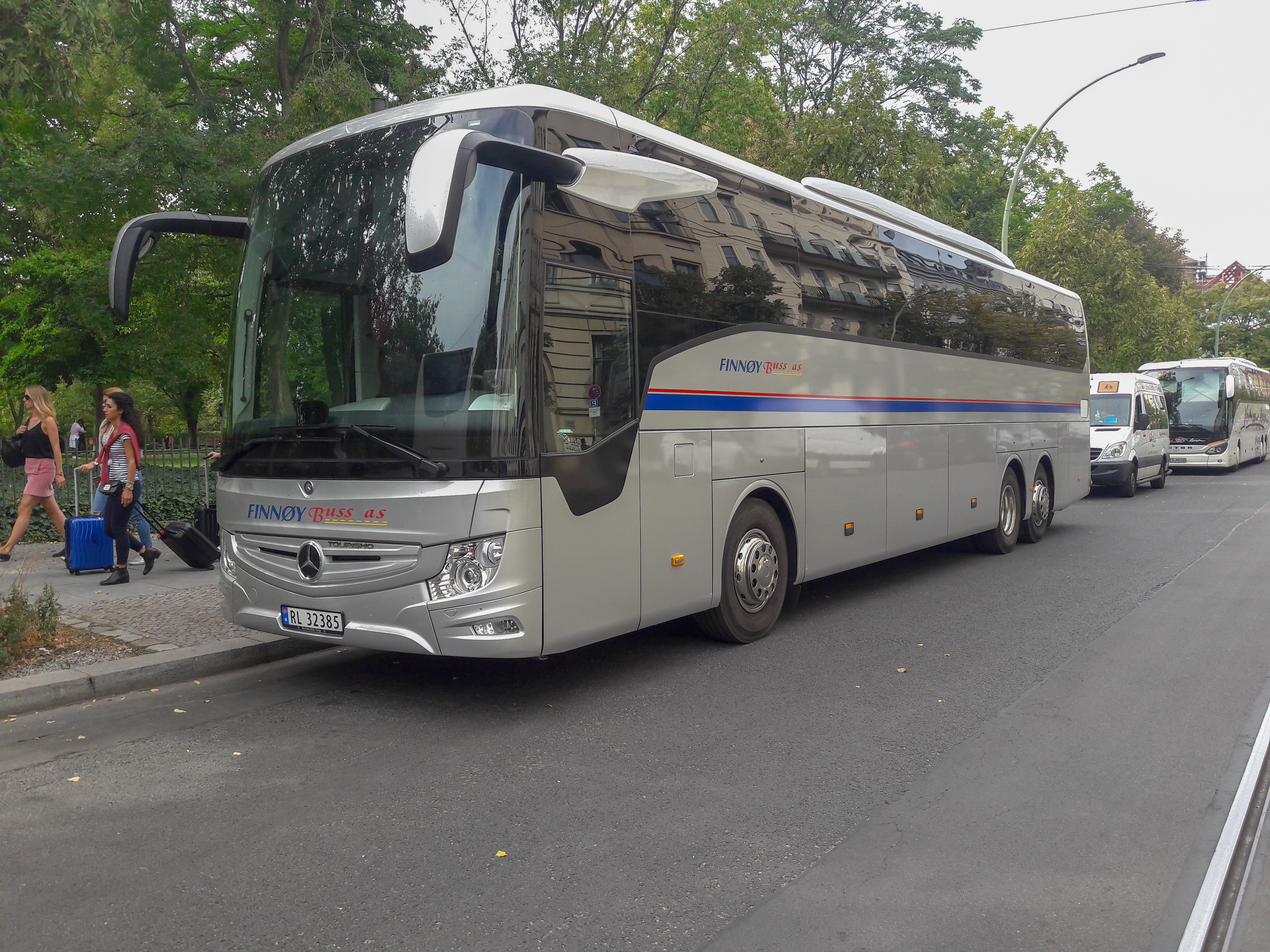
독일, 베를린의 메르세데스-벤츠 투리스모
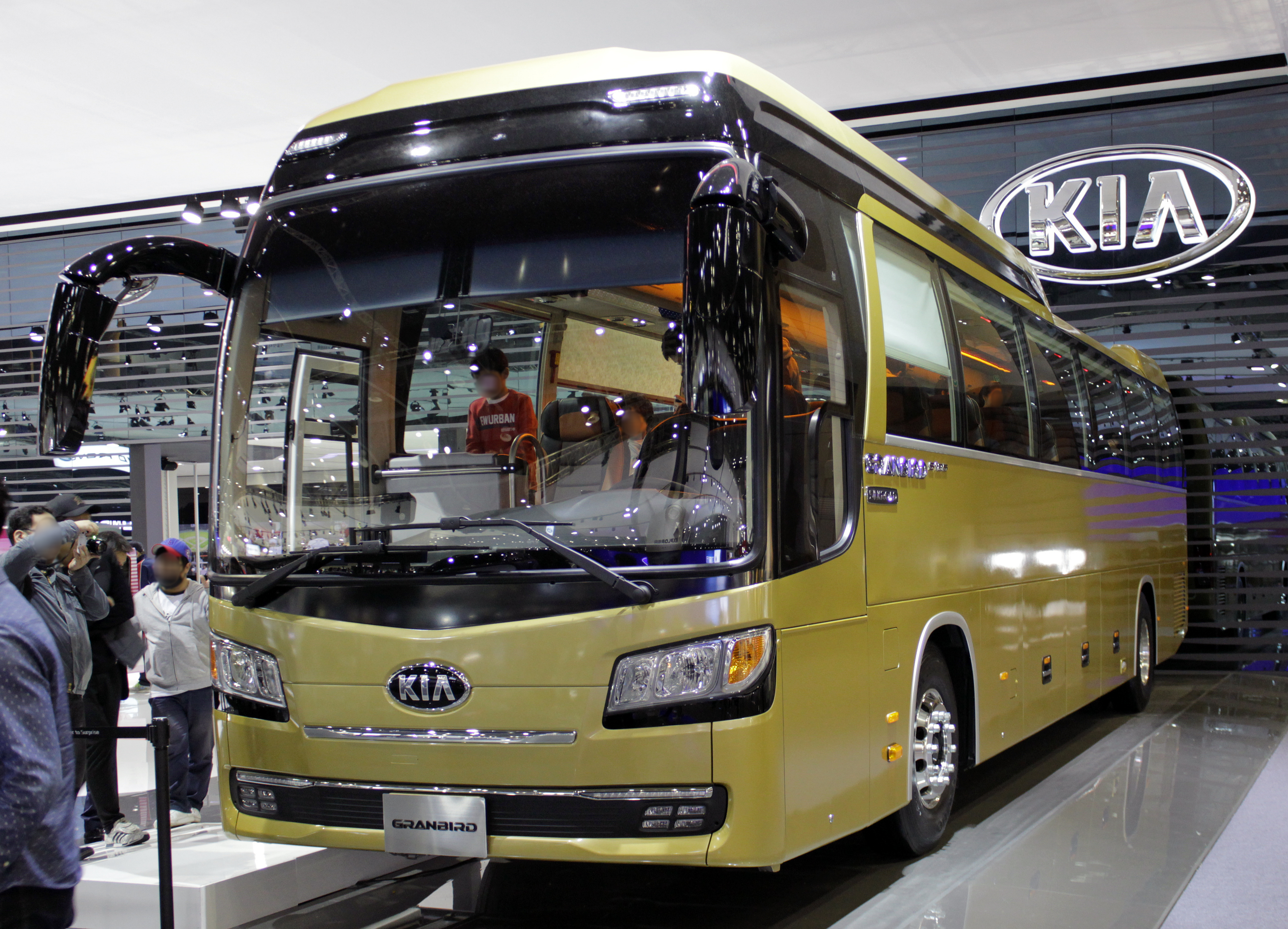
서울 모터쇼의 2015년형 기아 그랜버드 실크로드
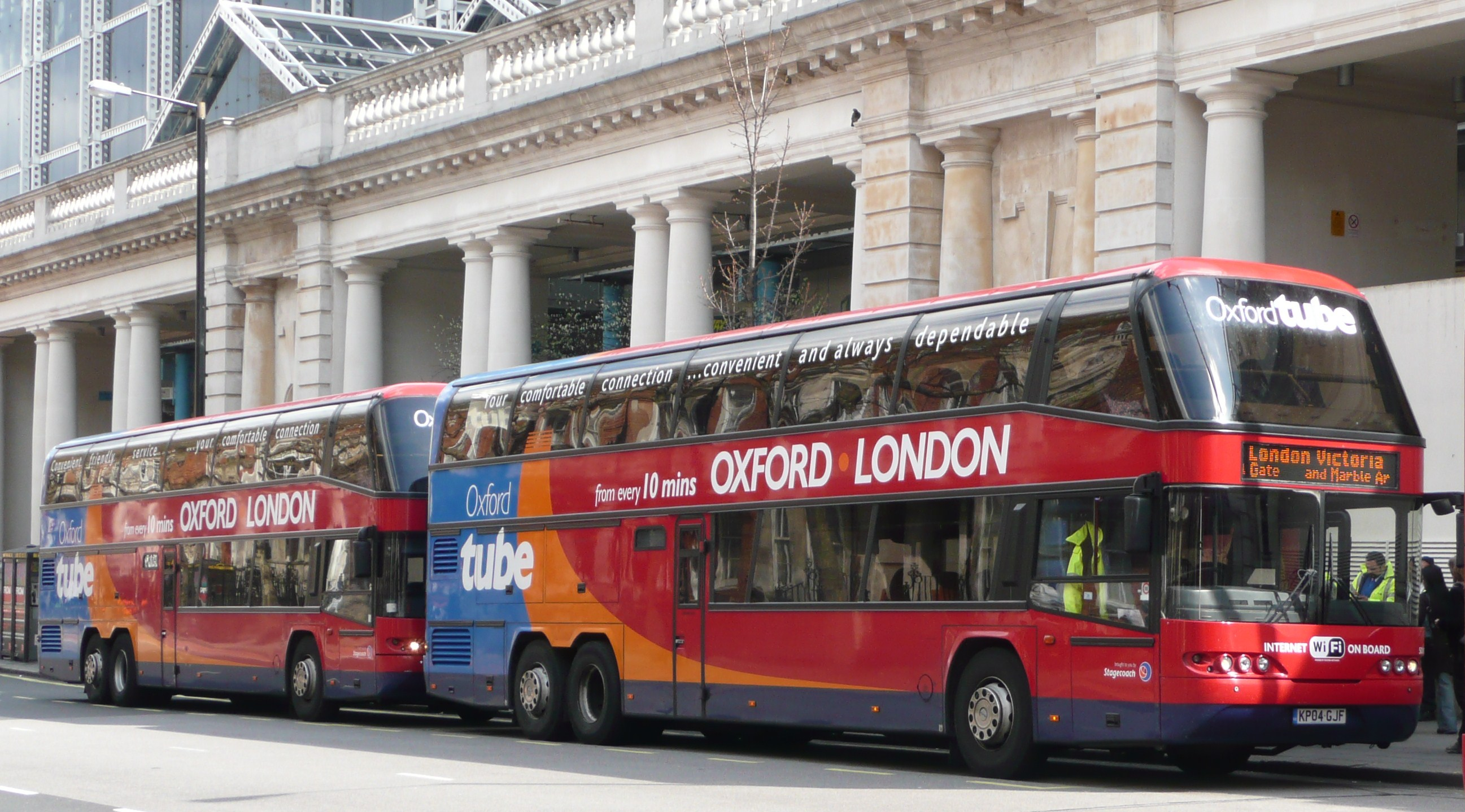
옥스포드-런던 코치 노선을 운행하는 2층 네오플란
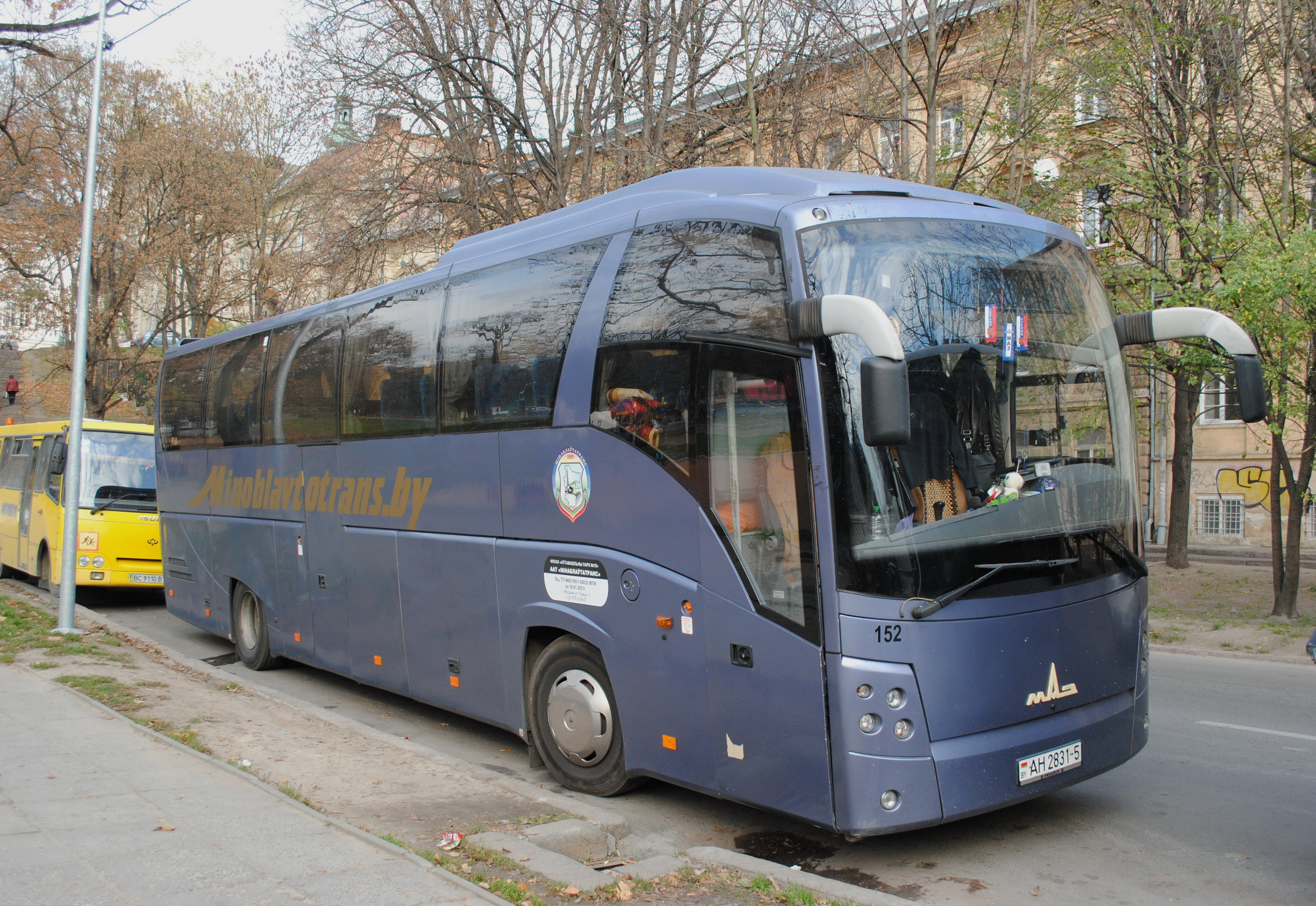
MAZ-251, 벨라루스, 민스크
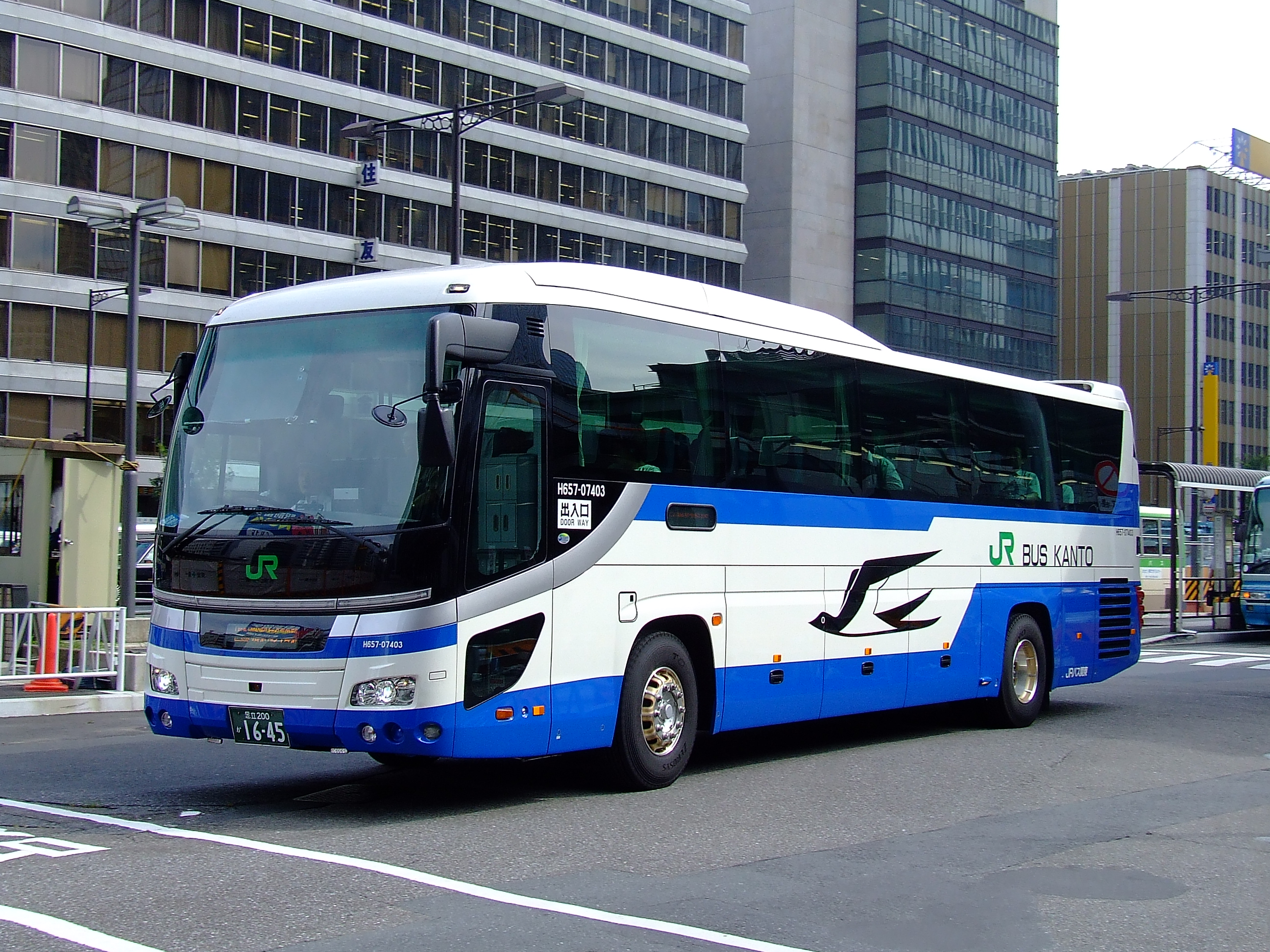
일본 도쿄의 히노 세레가
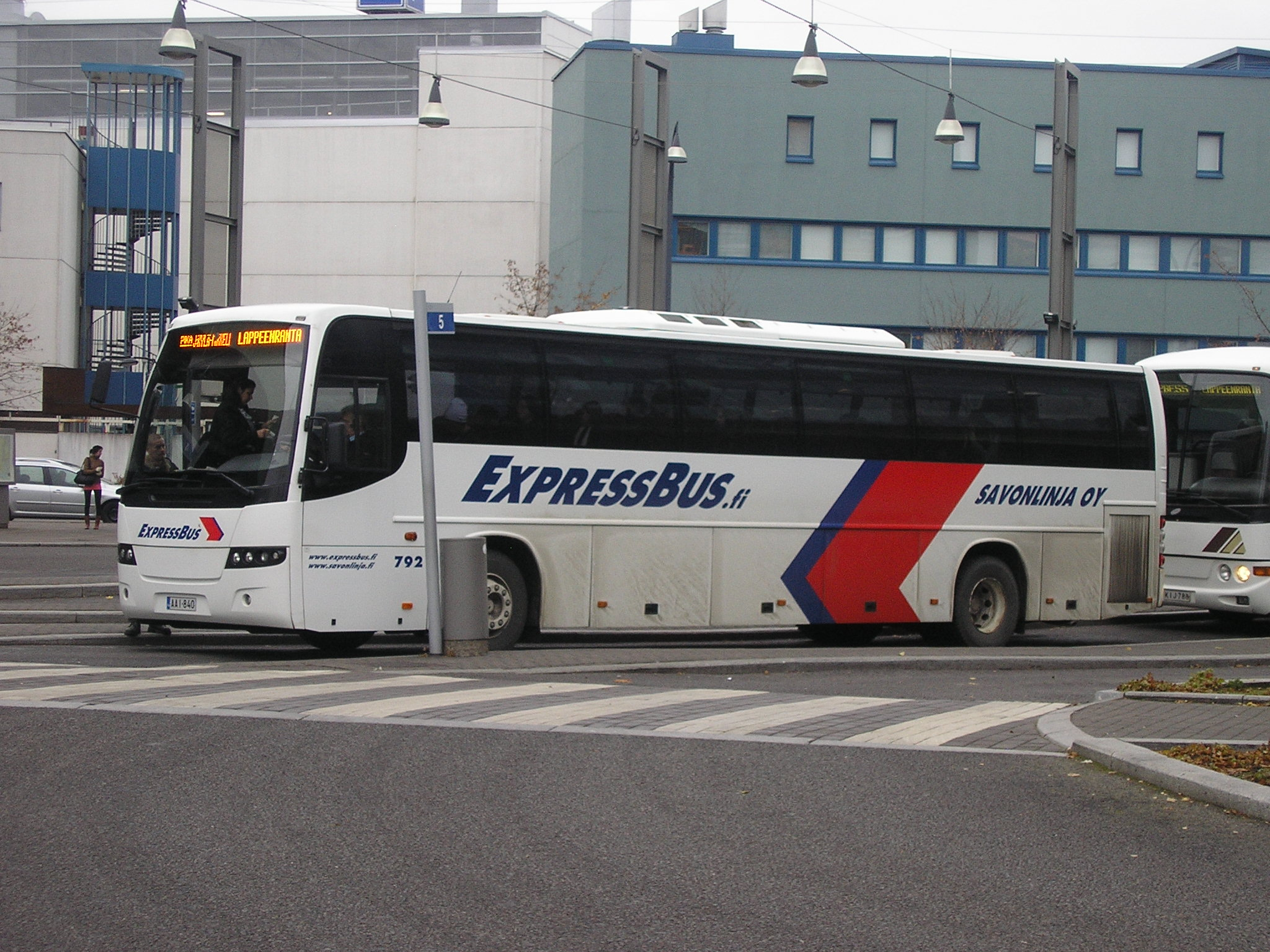
이위배스퀼래 버스 터미널의 익스프레스버스 사본린야 볼보 B7R / 9700S (번호 792, AAI-840, 2006년식)
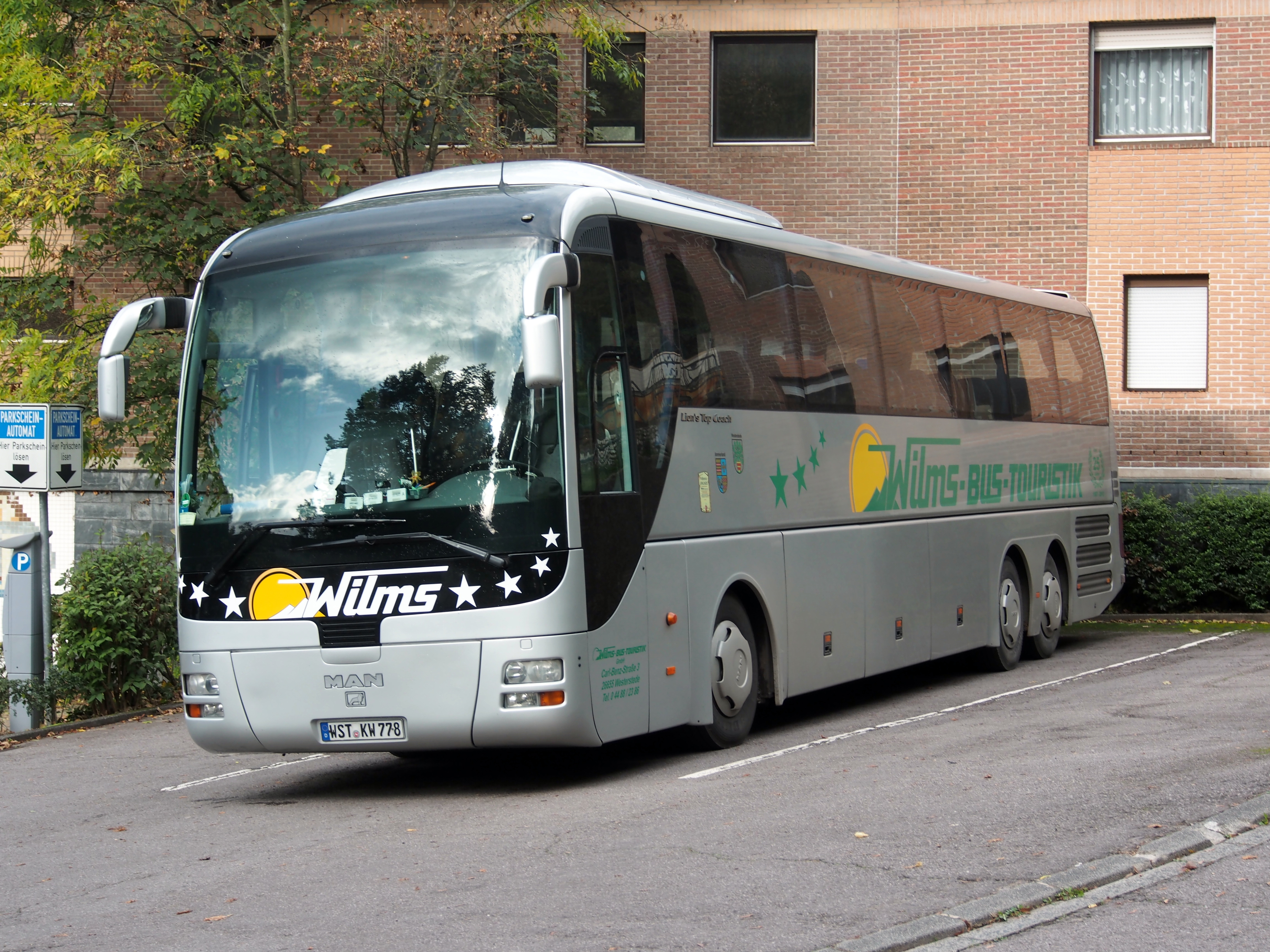
MAN 라이언스 코치 L
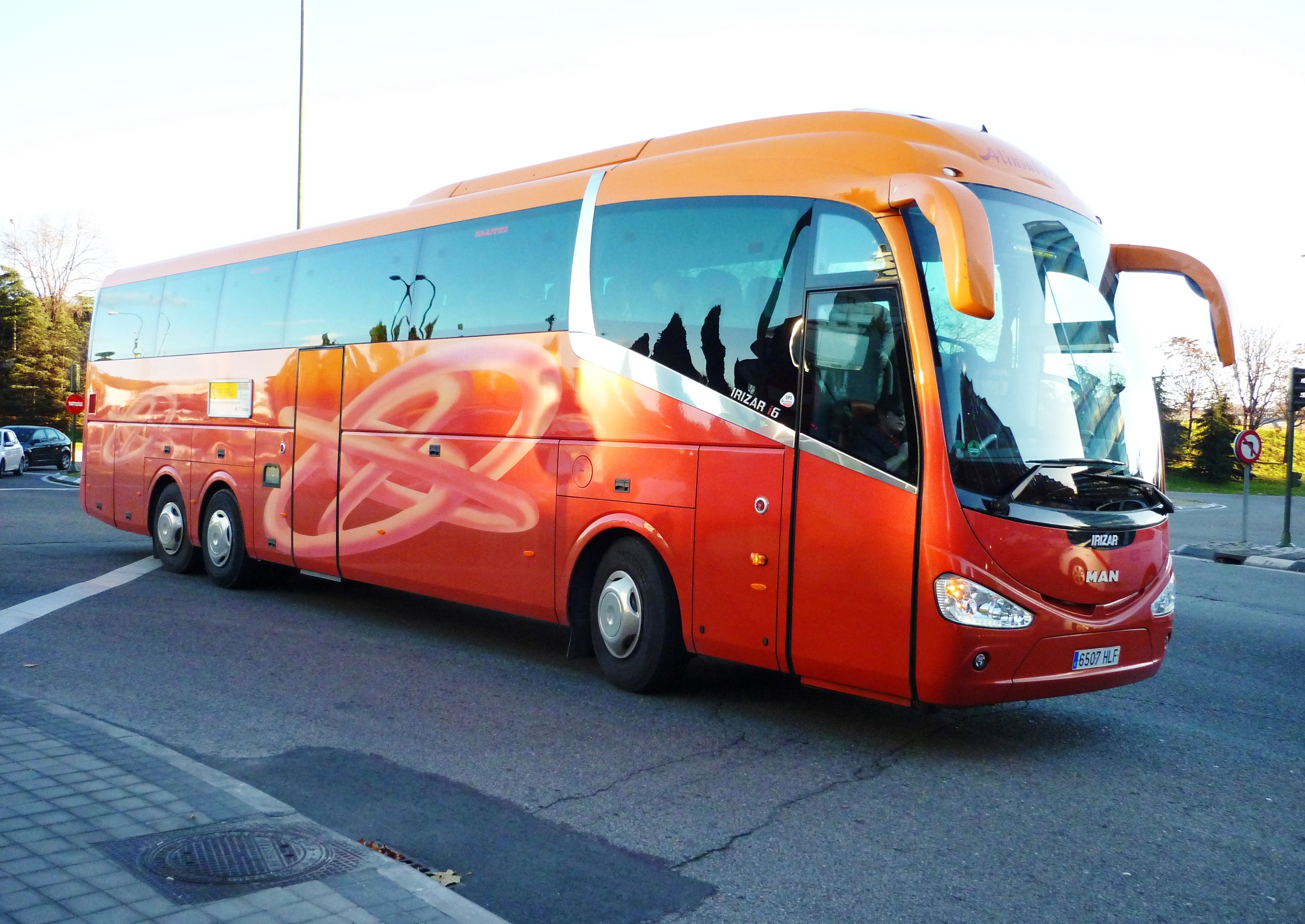
MAN 차대에 제작된 이리사르 i6
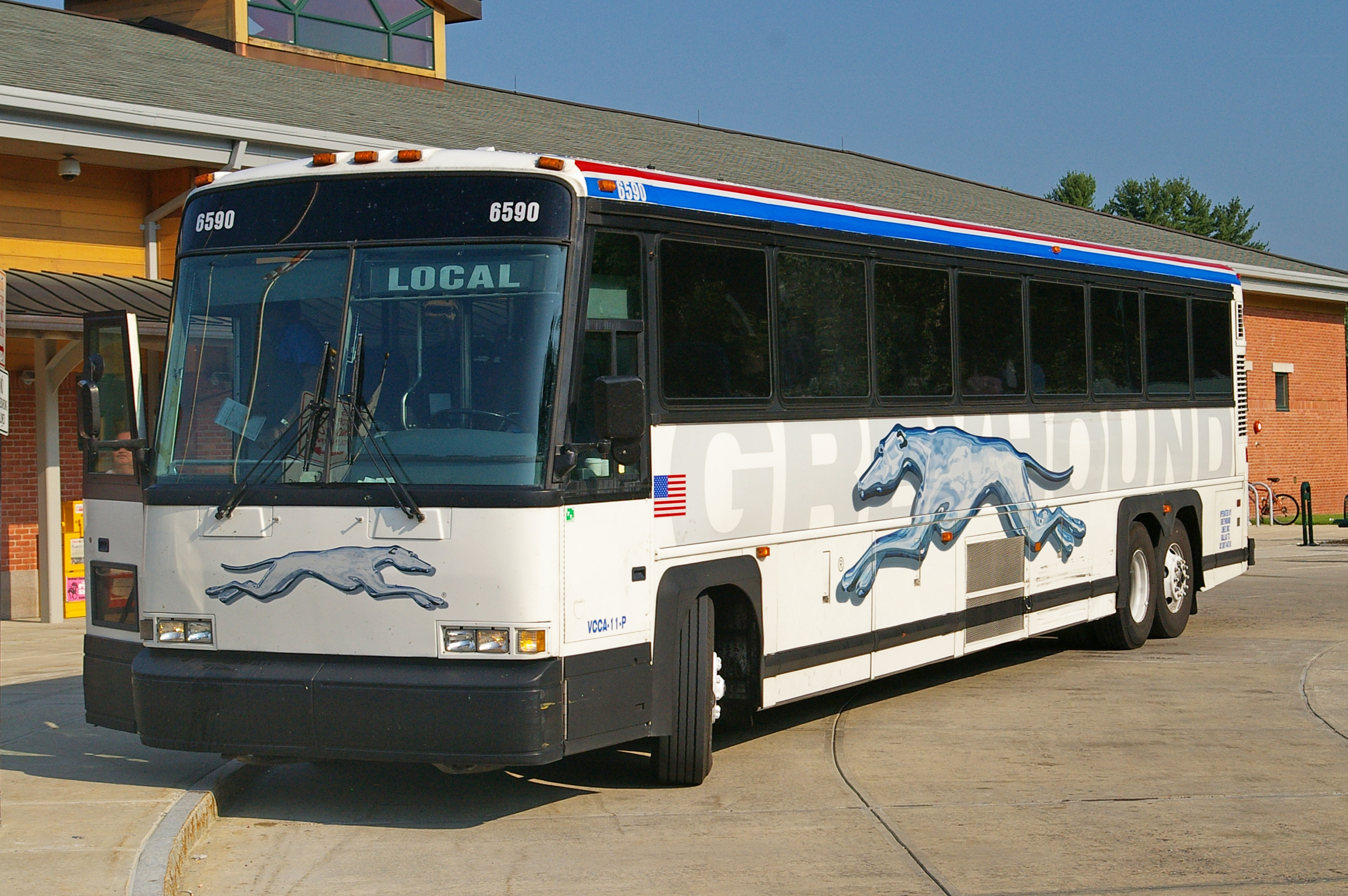
그레이하운드 라인스 MCI 102DL3 코치 버스
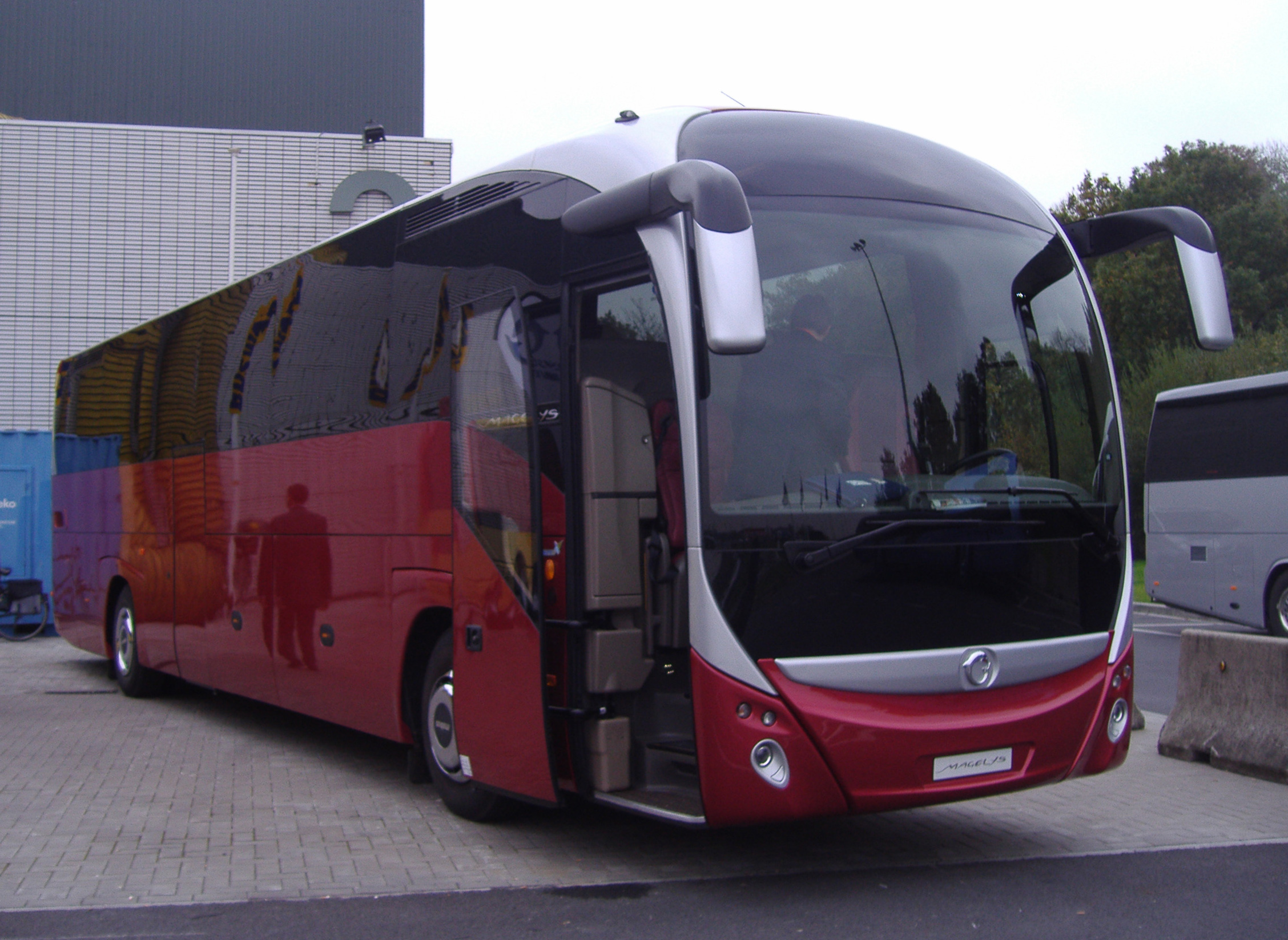
버스월드 2007의 이리스버스 마젤리스
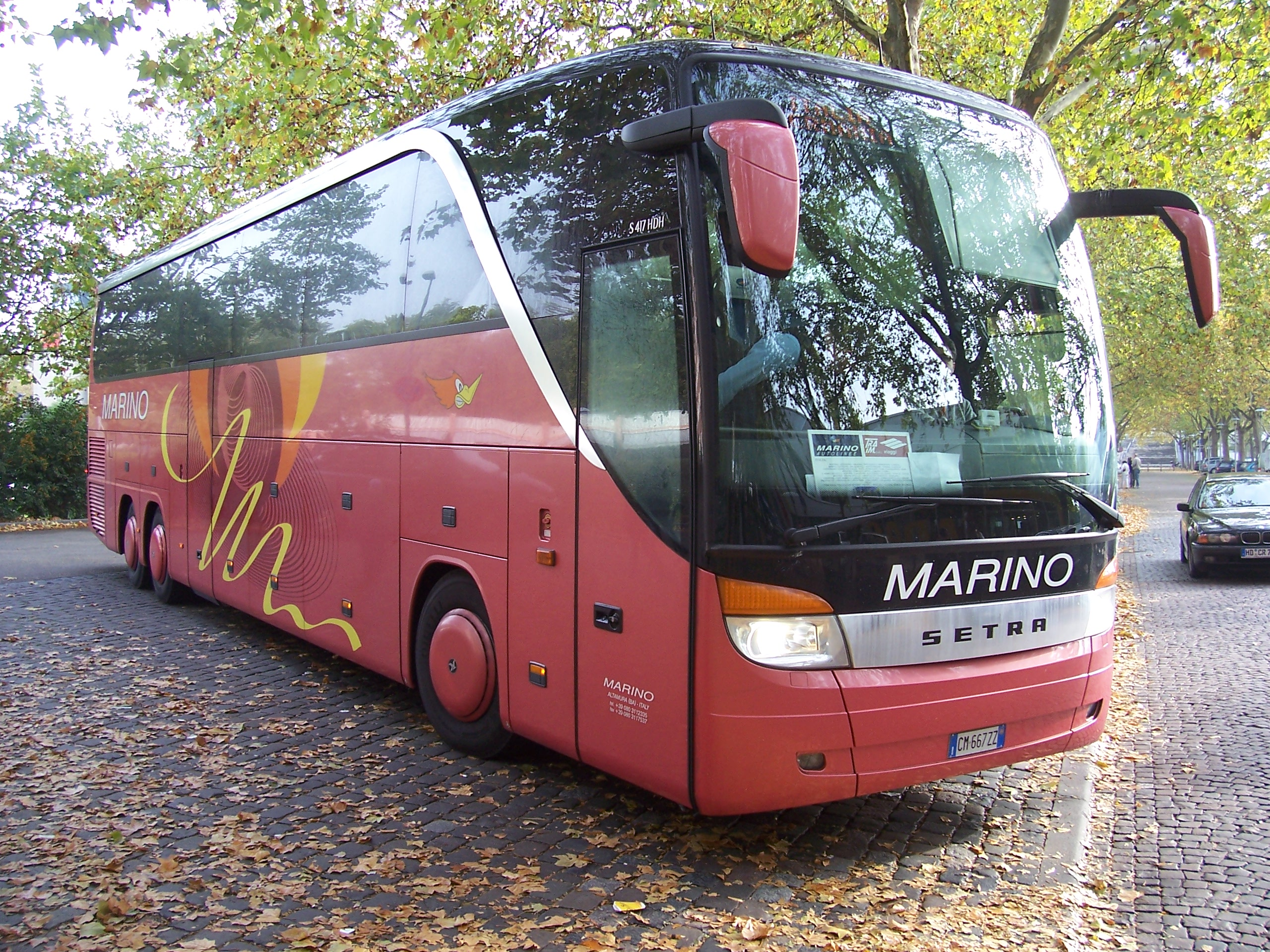
만하임의 세트라 S 417 HDH
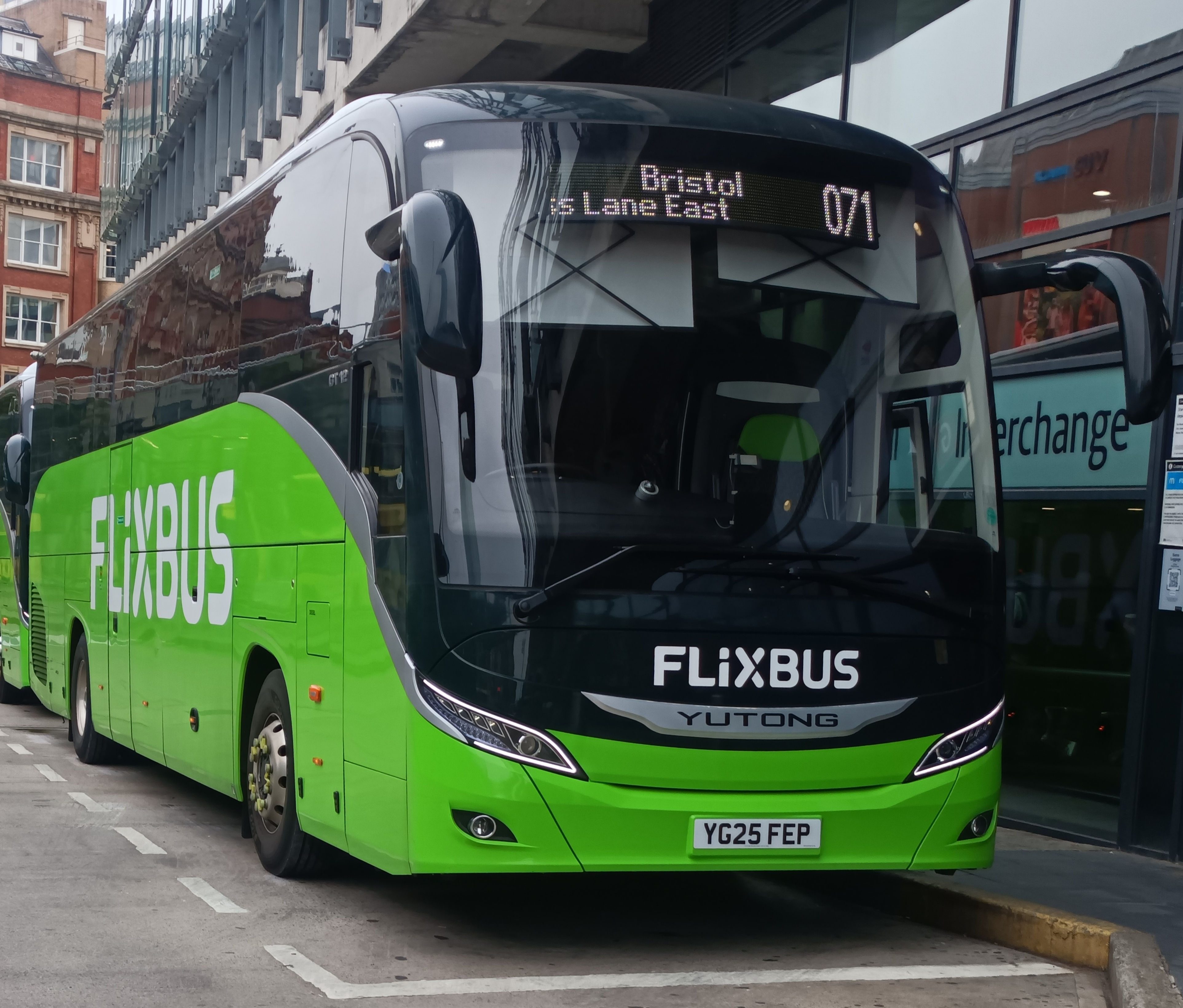
플릭스버스가 운영하는 위통버스 GT12
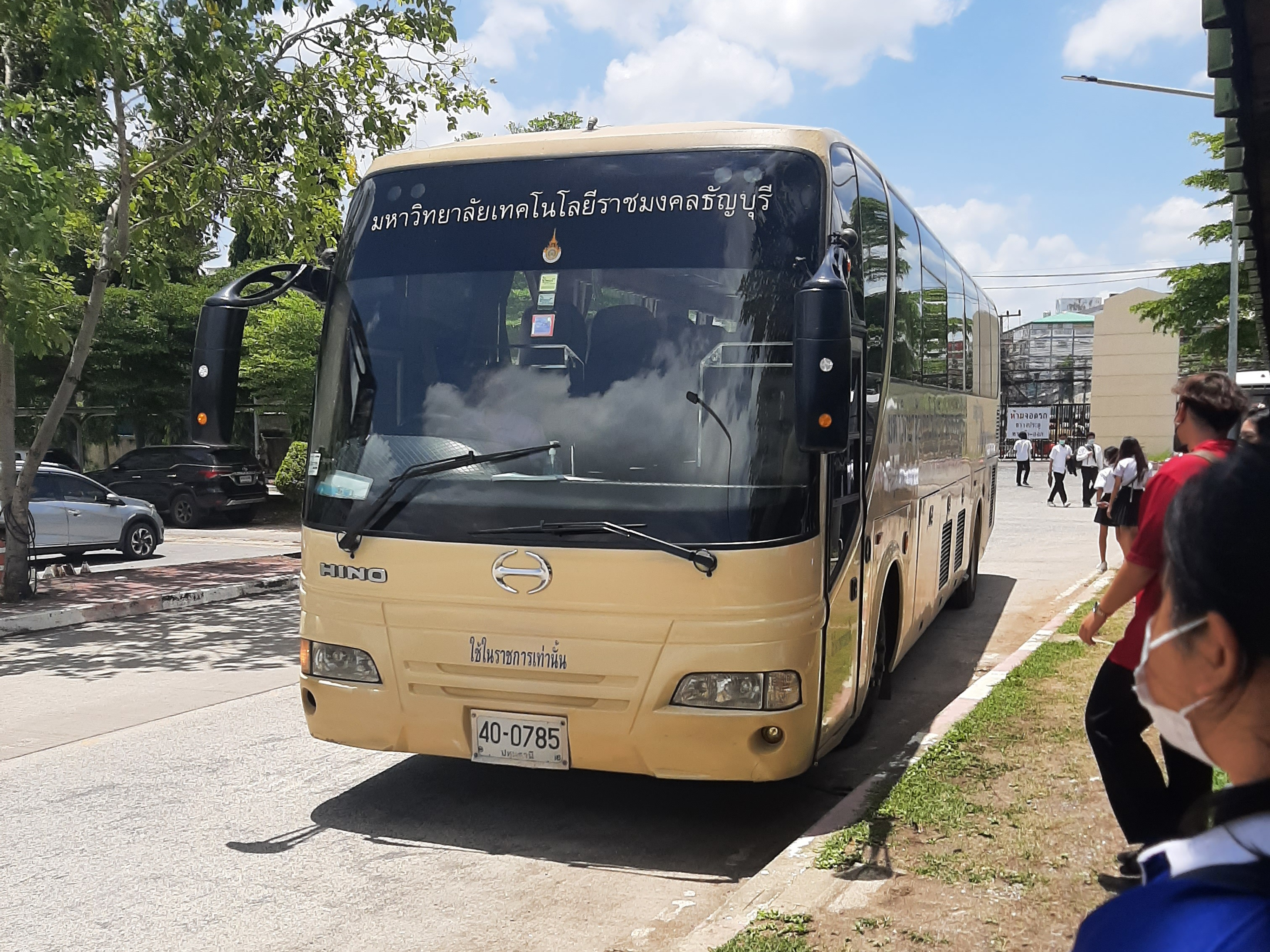
RMUTT (빠툼타니주, 태국)의 히노 코치 버스
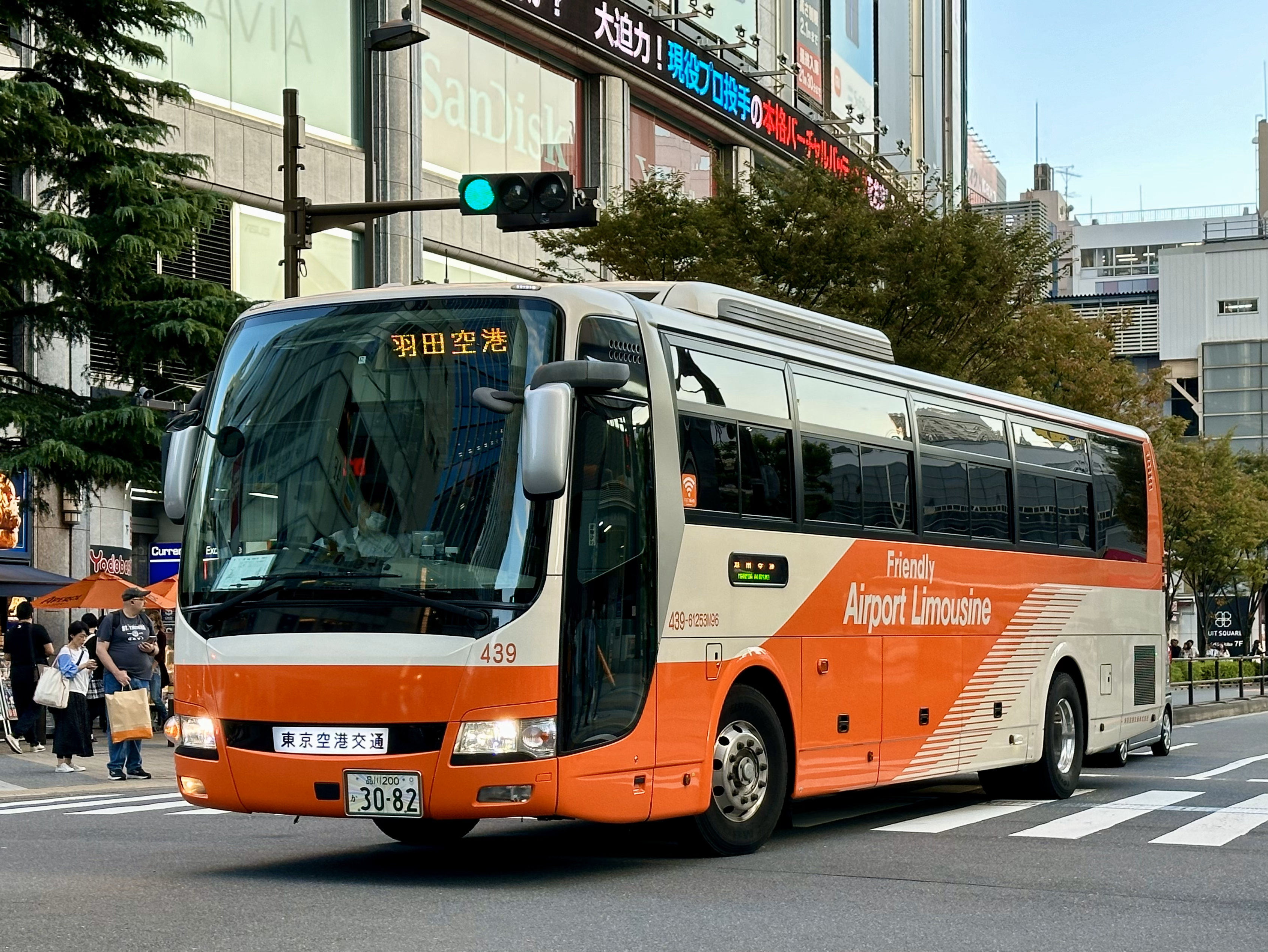
공항 리무진 버스. 일본 도쿄의 미쓰비시 후소 에어로 에이스

### 빈티지 코치
과거 전 세계에서 사용되었던 차량들.

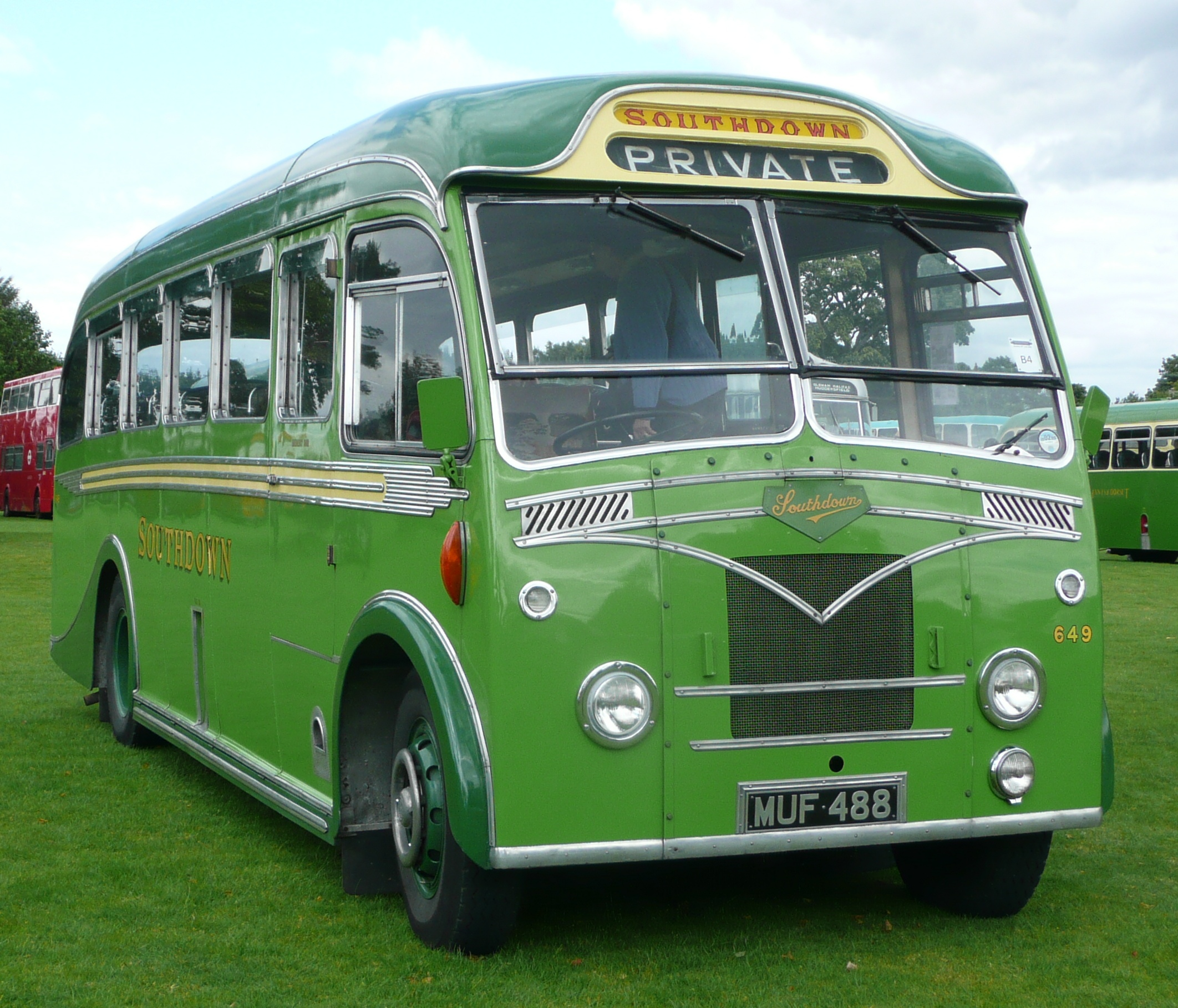
사우스다운 모터 서비스에서 사용한 레일랜드 타이거
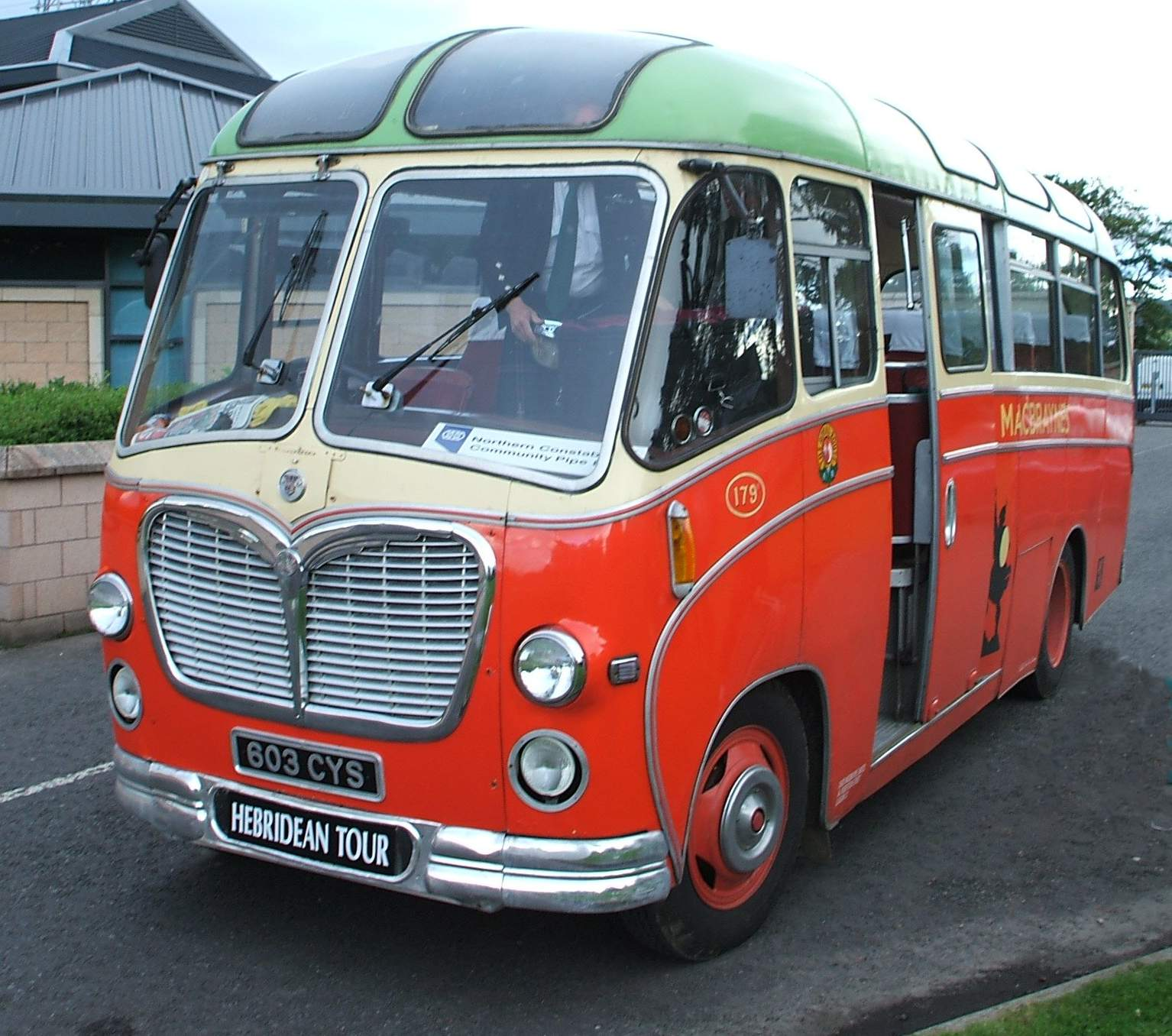
맥브레이네스 버스 소유의 1961년식 베드포드 SB 코치
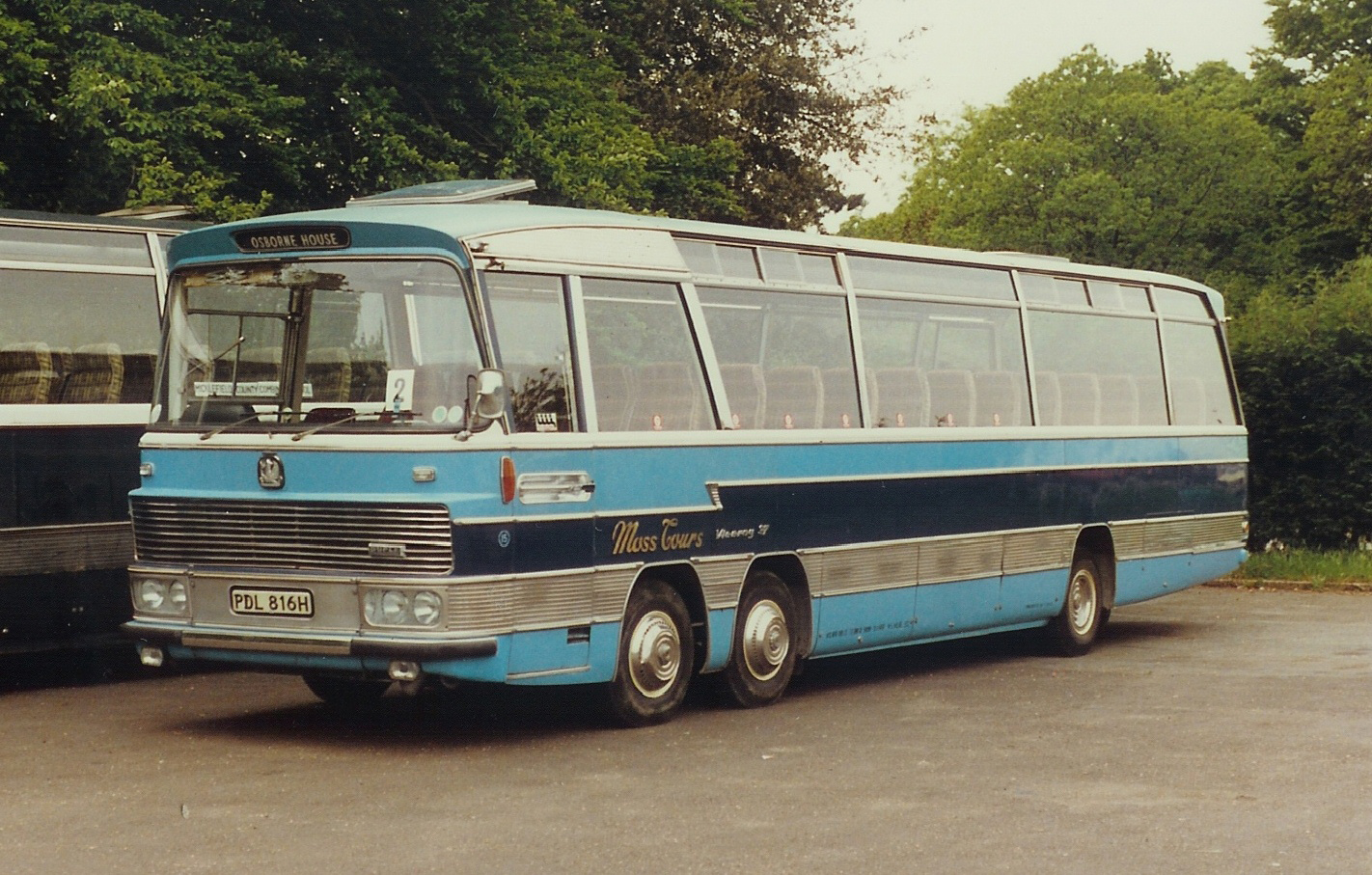
베드포드 VAL
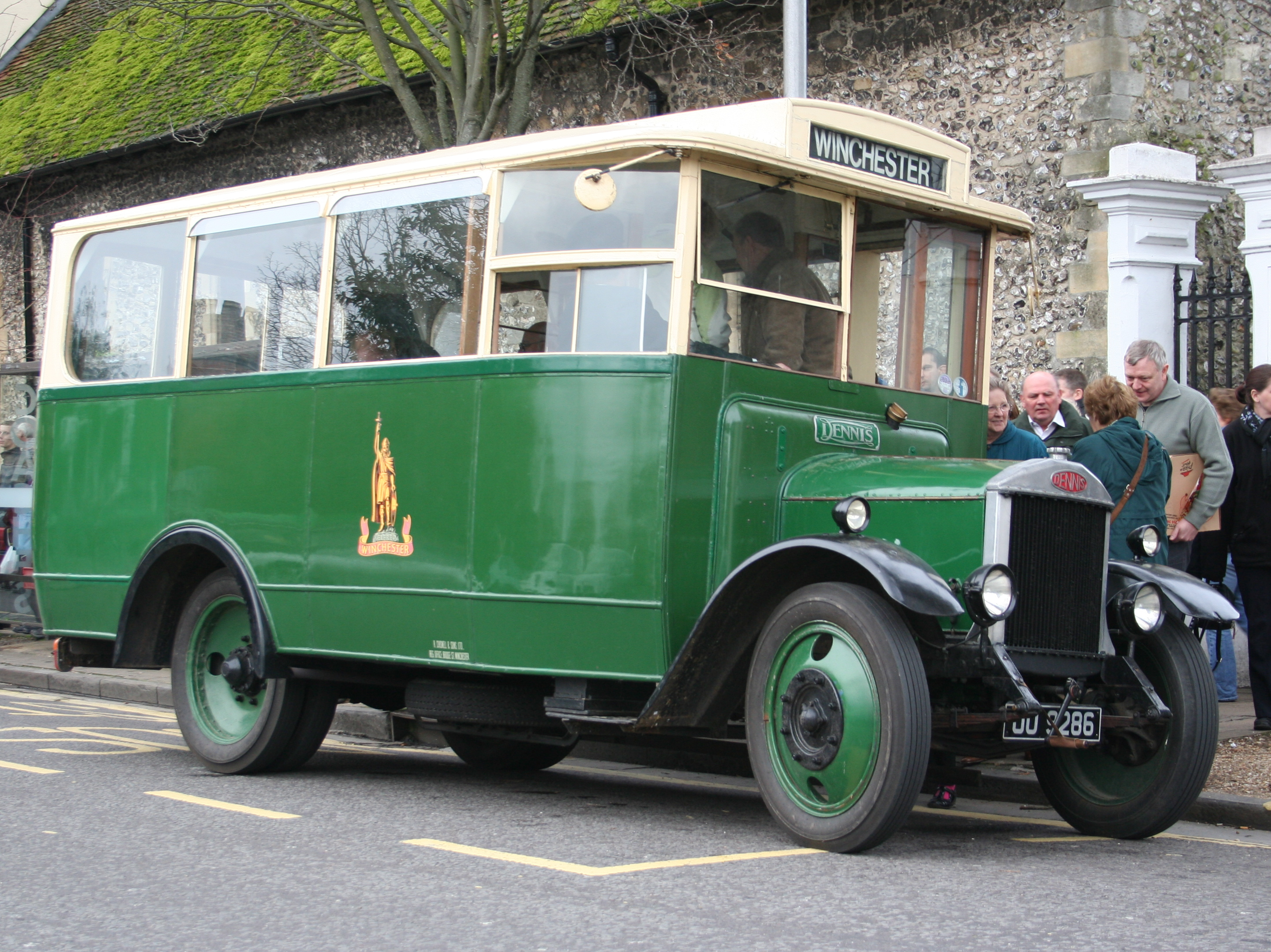
데니스 1931년식 킹 알프레드 짧은 차체
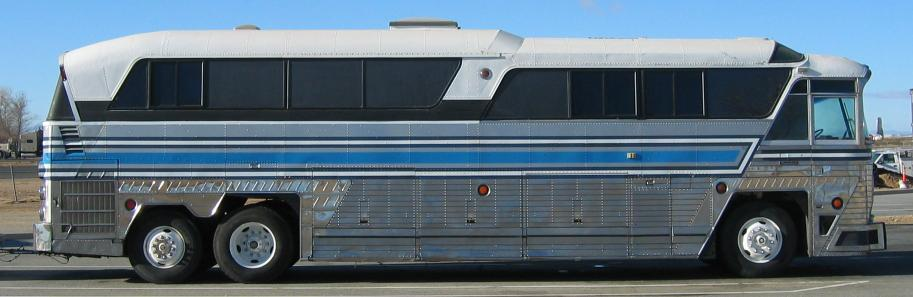
그레이하운드 라인스 모터 코치 인더스트리 제작 MCI MC 6 코치
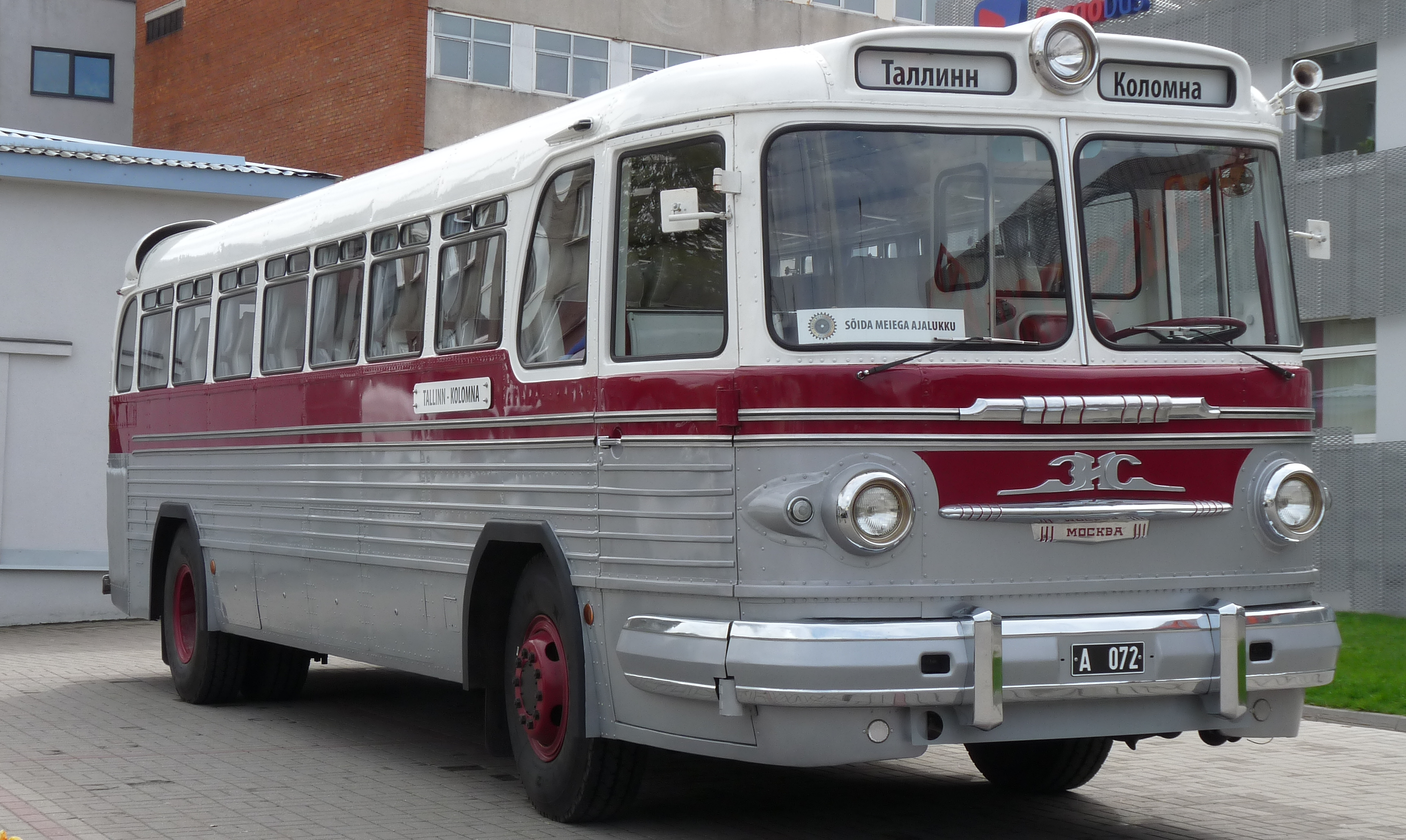
탈린의 ZIS-127
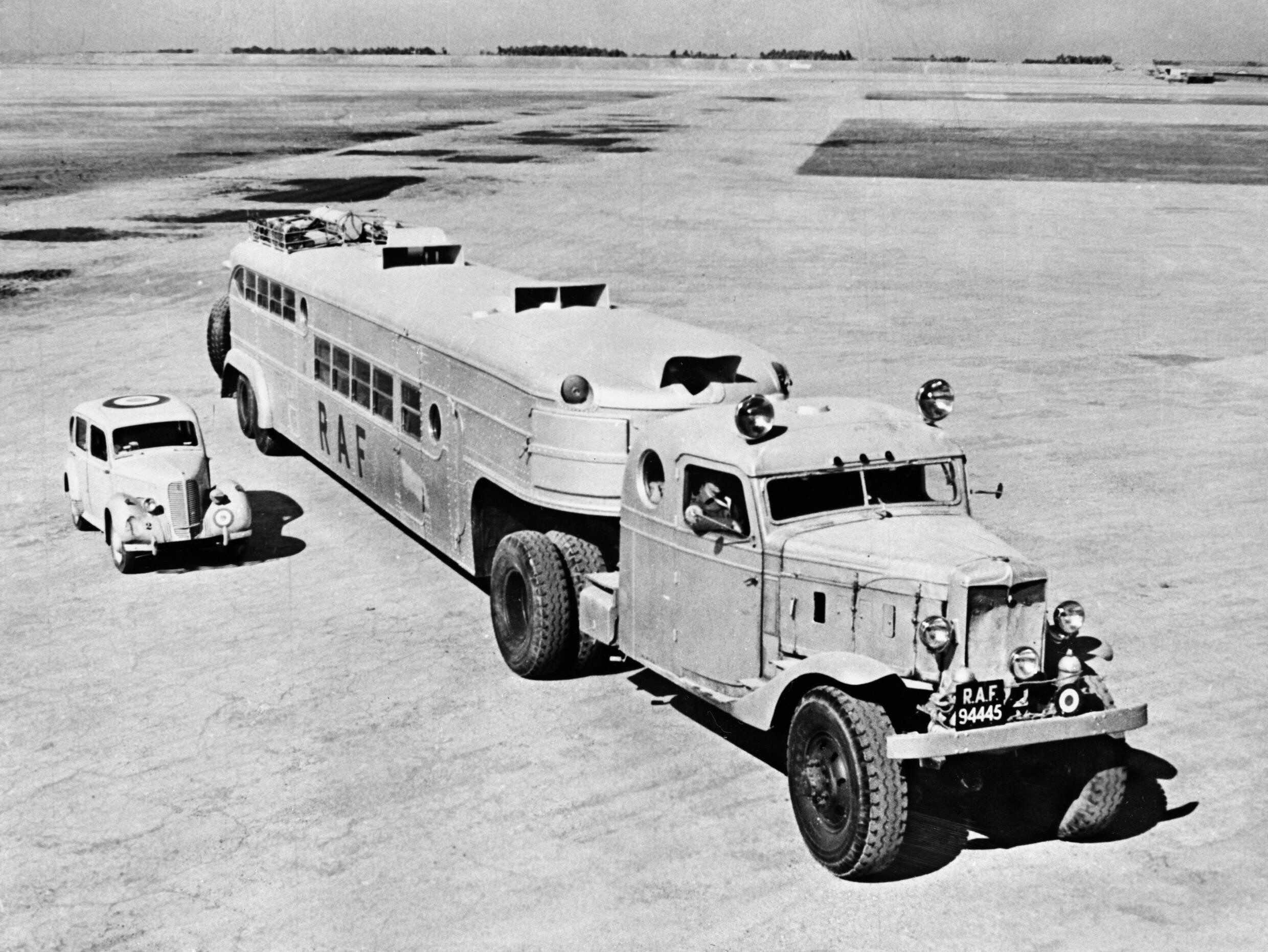
사막을 가로질러 다마스쿠스-바그다드 노선을 운행한 네이른 운송 회사의 풀먼 버스

## 같이 보기
- 시외버스 운전사
- 시외버스
- 캐리지
- 샤라방
- 마차 (운송 수단)
- 객차
- 영국의 코치 운송
- 샤라방
- 2층 버스
- 패밀리 모터 코치 협회
- 버스 목록
- 모터 버스
- 다축 버스
- 슬리퍼 버스
- 사이드 로더 버스
- 시내버스